# Charles W. Fairbanks
Charles Warren Fairbanks (11 de maio de 1852 – 4 de junho de 1918) foi um Senador de Indiana e o 26º vice-presidente dos Estados Unidos (1905-1909), durante o Governo de Theodore Roosevelt.

## Vida
Nascido em uma cabana próxima a Unionville Center, Ohio, a ancestralidade de Fairbanks remonta-se aos seguidores puritanos de Oliver Cromwell, com Jonathan Fayerbankes como o primeiro membro da família a chegar à América em 1632. Fairbanks, em sua juventude, viu a casa de sua família usada como um esconderijo para escravos fugitivos. Após frequentar escolas do país e trabalhar em uma fazenda, Fairbanks ingressou na Universidade de Wesleyan em Ohio, onde se graduou em 1872. Enquanto esteve lá, Fairbanks foi coeditor do jornal da escola com Cornelia Cole, com quem ele se casou após a graduação.
A Convenção Nacional Republicana de 1904 selecionou Fairbanks como companheiro de chapa do presidente Theodore Roosevelt. Como vice-presidente, Fairbanks trabalhou contra as políticas progressistas de Roosevelt. Fairbanks buscou sem sucesso a indicação republicana na Convenção Nacional Republicana de 1908 e apoiou William Howard Taft em 1912 contra Roosevelt. Fairbanks buscou a indicação presidencial na Convenção Nacional Republicana de 1916, mas foi selecionado como candidato a vice-presidente, com o ex-Juiz e Governador Charles Evans Hughes, e teria sido o segundo vice-presidente a servir sob diferentes presidentes (depois de John C. Calhoun), e o único de forma não consecutiva. A chapa Hughes-Fairbanks, no entanto, perdeu por pouco para a chapa democrata do presidente Woodrow Wilson e do vice-presidente Thomas R. Marshall.